# 露西·潘貝魯特
露西·潘貝魯特（英語：Lucy van Pelt）是查爾斯·舒茲創作《花生漫畫》中的卡通人物，奈勒斯的姊姊。2019年起的配音為Isabella Leo，台灣配音為楊凱凱。
露西的個性可以用「捉弄人的糖蜜」來形容。她的個性活潑，有強烈的支配慾，喜歡抱怨，處事大驚小怪，常常欺負其他的小朋友，尤其是查理布朗和奈勒斯。她對謝勒德相當著迷，因此在他面前會顯得非常溫柔體貼。
因為她大驚小怪的個性，所以在漫畫中她參加了多場「大驚小怪」競賽，並獲得多次大驚小怪冠軍，家裡有滿滿的獎盃。
她不喜歡弟弟奈勒斯，但相當關愛幼弟小雷。
露西是查理布朗棒球隊的外野手，不過經常在防守時漏接，之後再找各式各樣藉口為自己開脫（例如：有一片雲飄進我的眼睛裡）。露西也經常扶住橄欖球讓查理布朗踢，而在查理布朗快要踢的時候將球抽走，使他跌倒。她也經營心理諮詢小攤，診療費為每次5分錢（曾增加到7分錢、10分錢、25分錢、35分錢，甚至高達50分錢，但最後還是回歸5分錢）。
露西也十分擅長高爾夫球，曾經和查理布朗一起去參加高爾夫球比賽，獲得非常好的成績一路過關斬將，卻在最後一刻開始懷疑自己的意圖而直接棄賽，讓陪同的查理布朗覺得十分可惜。
露西有時躺在謝勒德的鋼琴上與他調情，謝勒德怒而拿走鋼琴導致她摔在地上。曾被史努比戲弄氣得要教訓牠反而被史努比親吻或舌頭舔等，露西慌張說「我身上有狗細菌」。

## 家庭成員與朋友
- 奈勒斯：露西的弟弟。
- 小雷·潘貝魯特：露西和奈勒斯的弟弟。
- 查理布朗：露西常常捉弄的對象。
- 謝勒德：露西心儀的對象，鋼琴彈得很好。